# Unser Dorf hat Zukunft

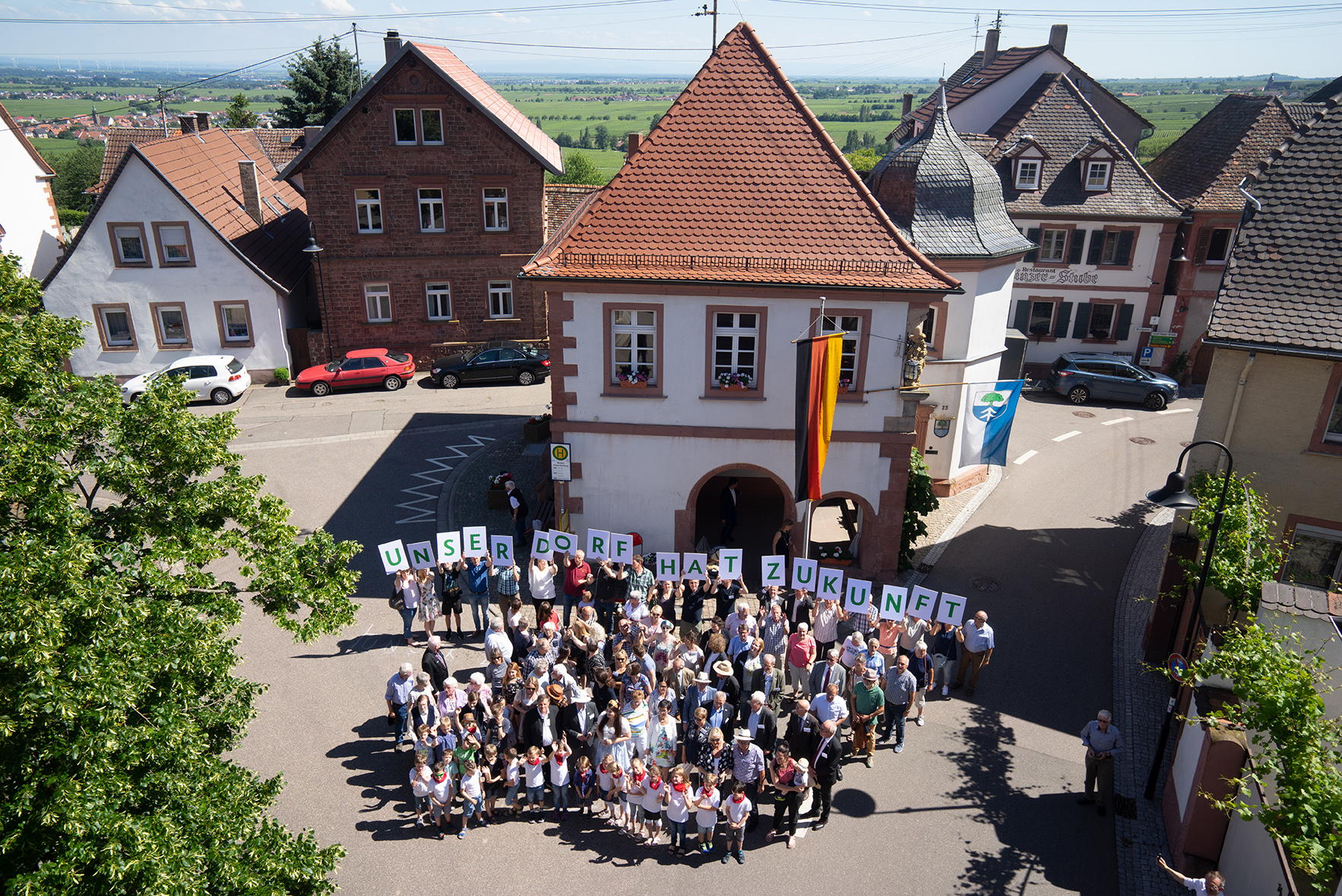
Auftaktveranstaltung des 26. Bundesentscheids im Juni 2019 in Weyher in der Pfalz, Rheinland-Pfalz (Golddorf des 25. Bundeswettbewerbs)

Dorffest zum 26. Bundesentscheid im Januar 2020 in Berlin

Mit dem bundesweiten Wettbewerb Unser Dorf hat Zukunft ehrt das Bundesministerium für Ernährung und Landwirtschaft (BMEL) alle drei Jahre bürgerschaftliches Engagement und macht positive Entwicklungen in ländlichen Regionen sichtbar. Die Menschen auf dem Land sind aufgefordert, zusammen mit ihrer Gemeinde Ideen, Konzepte und Projekte zu entwickeln und umzusetzen, die das Leben im Ort attraktiver gestalten. So motiviert der Wettbewerb Menschen auf dem Land, sich mit der Zukunft ihres Dorfes auseinanderzusetzen – und sie aktiv mitzugestalten.

## Geschichte
Der erste Wettbewerb auf Bundesebene fand im Jahr 1961 unter dem Namen Unser Dorf soll schöner werden statt, initiiert durch den damaligen Präsidenten der Deutschen Gartenbau-Gesellschaft 1822 e. V., Graf Lennart Bernadotte, mit dem Ziel, die Dörfer und Anwesen zu verschönern. In diesem Rahmen wurden vornehmlich die Orte mit Grün- und Blumenschmuck ausstaffiert sowie die dörfliche Infrastruktur verbessert. Die Gemeinden sollten dem Komfort in der Stadt nicht mehr nachstehen und somit eine Abwanderung in den urbanen Raum verhindern.
Im Jahr 1998 erhielt der Wettbewerb vor dem Hintergrund der Konferenz von Rio und dem beschleunigten Strukturwandel im ländlichen Raum den Zusatz Unser Dorf hat Zukunft. Ziel war die Unterstützung einer ganzheitlichen und nachhaltigen Entwicklung der Dörfer im Sinne einer umfassenden Zukunftssicherung, getragen von breitem Bürgerengagement. Dabei standen ihre vielfältigen Funktionen als Wohn- und Lebensraum für Menschen, Tiere und Pflanzen sowie als Wirtschafts-, Kultur- und Erholungsraum im Mittelpunkt. Die angepassten Bewertungskriterien lenkten den Fokus weg vom Verschönerungsaspekt hin zu grundsätzlichen und umfassenden Maßnahmen der Daseinsvorsorge und der Lebensqualität – auch vor dem Hintergrund demografischen Wandels.
2007 wurde der Wettbewerb in seinen heutigen Titel Unser Dorf hat Zukunft umbenannt. Seit 2016 ist er Teil des Bundesprogramms Ländliche Entwicklung und Regionale Wertschöpfung (BULEplus), welches die Bundesanstalt für Landwirtschaft und Ernährung (BLE) im Auftrag des BMEL umsetzt.
Von Beginn an steht der Wettbewerb unter der Schirmherrschaft des Bundespräsidenten. Die Teilnehmerdörfer der alten und neuen Bundesländer werden seit 1993 gemeinsam bewertet.
Eine komplementäre Initiative in der DDR war Schöner unsere Städte und Gemeinden.

## Ablauf
Teilnahmeberechtigt sind Dorfgemeinschaften in Ortschaften oder auch Ortsteilen, die überwiegend dörflichen Charakter haben (allgemein als Dörfer bezeichnet) mit bis zu 3000 Einwohnern sowie Gemeinschaften von benachbarten Dörfern mit insgesamt bis zu 3000 Einwohnern. Die Initiative zur Teilnahme kann von Vereinen oder Gemeindevertretungen ausgehen.
Auf Landesebene erfolgt der Wettbewerb in mehreren Stufen (je nach Bundesland Landkreisebene, teilweise Bezirksebene, Landesebene). Die für die Landeswettbewerbe zuständigen Stellen melden die Landessieger an das Bundesministerium für Ernährung und Landwirtschaft für jedes Bundesland. Die Anzahl der Teilnehmerdörfer auf Bundesebene pro Bundesland richtet sich dabei nach der gesamten Teilnehmerzahl auf der jeweiligen Landesebene und wird nach dem Berechnungsschlüssel des Bundes ermittelt (siehe jeweils aktueller Aufruf des Bundes).
Eine Bundesbewertungskommission besucht und bewertet im Bundesentscheid alle Dörfer, die sich zuvor auf Landesebene für den Bundesentscheid qualifiziert haben. Beim Bundesentscheid werden Gold-, Silber- und Bronzemedaillen sowie Sonderpreise an alle Dörfer vergeben. Seit 2019 sind die Auszeichnungen des Bundeswettbewerbs mit bis zu 15.000 Euro Preisgeld dotiert.
Bei der Bewertung steht nicht der Ist-Zustand des Dorfes im Mittelpunkt, sondern wie sich der Ort durch die Aktivitäten der Dorfgemeinschaft entwickelt hat. Die Leistungen der Dörfer werden anhand der jeweiligen Ausgangslage und der individuellen Möglichkeiten zur Einflussnahme bewertet. In drei Fachbereichen werden unter anderem Aspekte wie Ziele und Leitbild des Dorfes, Wirtschaft, Kultur und soziales Miteinander, Grün- und Baugestaltung sowie Siedlungsentwicklung, Digitalisierung und ökologische Aspekte bewertet.
Zusätzlich werden der Gesamteindruck und das Engagement der Dorfgemeinschaft übergreifend beurteilt.
Die Auszeichnung der Dörfer auf Bundesebene wird mit einem Festakt in Berlin gefeiert. Zudem werden die teilnehmenden Dörfer bei einem Empfang des Bundespräsidenten durch den Schirmherrn geehrt. Außerdem würdigt der Bundespräsident die Dörfer des Bundesentscheids abschließend mit einem Empfang in Berlin.

## Kritik
Der Dokumentarfilmer Dieter Wieland produzierte 1975 in Anspielung auf dem ursprünglichen Wettbewerbsnamen „Unser Dorf soll schöner werden“ einen Film mit dem Namen Unser Dorf soll häßlich werden – Ein Beitrag zum Europäischen Denkmalschutzjahr. In diesem zeigt er auf, wie seiner Auffassung nach viele Maßnahmen das genaue Gegenteil von dem bewirkten, was das eigentliche Ziel des Wettbewerbs sei.

## Bisherige Sieger
- Liste der Sieger im Bundeswettbewerb Unser Dorf hat Zukunft

## Wettbewerbe auf europäischer Ebene
- Entente Florale Europe
- Europäischer Dorferneuerungspreis

## Trivia
In Michael Bully Herbigs Komödie (T)Raumschiff Surprise – Periode 1 wird der Wettbewerb durch eine Kampagne an Bord der Surprise mit dem Namen Unser Schiff soll schöner werden parodiert.